# Barbara Cochran
Barbara Cochran, född 4 januari 1951 i Claremont, är en amerikansk före detta alpin skidåkare.
Cochran blev olympisk mästare i slalom vid vinterspelen 1972 i Sapporo.